# کشک‌سرا
کُشک سرا (در زبان مازندرانی: کوشکه سَرا koške sarā)، روستایی است از توابع بخش مرکزی شهرستان نوشهر در استان مازندران ایران. این روستا بزرگترین روستای غرب مازندران می‌باشد و یکی از روستاهای بسیار زیبای نوشهر می‌باشد. اراضی جنگلی و مرتع غالب کاربری اطراف روستا را شکل می‌دهد. شغل اصلی مردم کشاورزی، دامداری، مشاغل صنعتی و اداری می‌باشد و این روستا یکی از روستاهای نوشهر می‌باشد که دامداری به شکل سنتی در آن رونق زیادی دارد.
جنگل زیبای خانیکان در این روستا قرار دارد و همچنین این روستا دارای دو امامزاده که به نام‌های حمزه رضا و خاتون رضا می‌باشد که دارای معماری قدیمی و بسیار زیبا می‌باشند.
کوشکسرا دارای یک موزه مردم‌شناسی می‌باشد که این خانه موزه در سال ۱۳۸۳ توسط بانوی مجسمه‌ساز و کارآفرین خانم تبریزی با بودجه شخصی راه اندازی شد. در موزه مردم‌شناسی تبریزی لباسهای محلی اقوام مختلف و وسایل و ابزارهای محلی مازندران، سنگ قبرهای قدیمی و تاریخی روستا و … از دوره قاجار تاکنون به نمایش درآمده و مجموعه نفیسی از آثار و اشیا قدیمی مازندران و اقوام ایرانی گردآوری شده‌است.

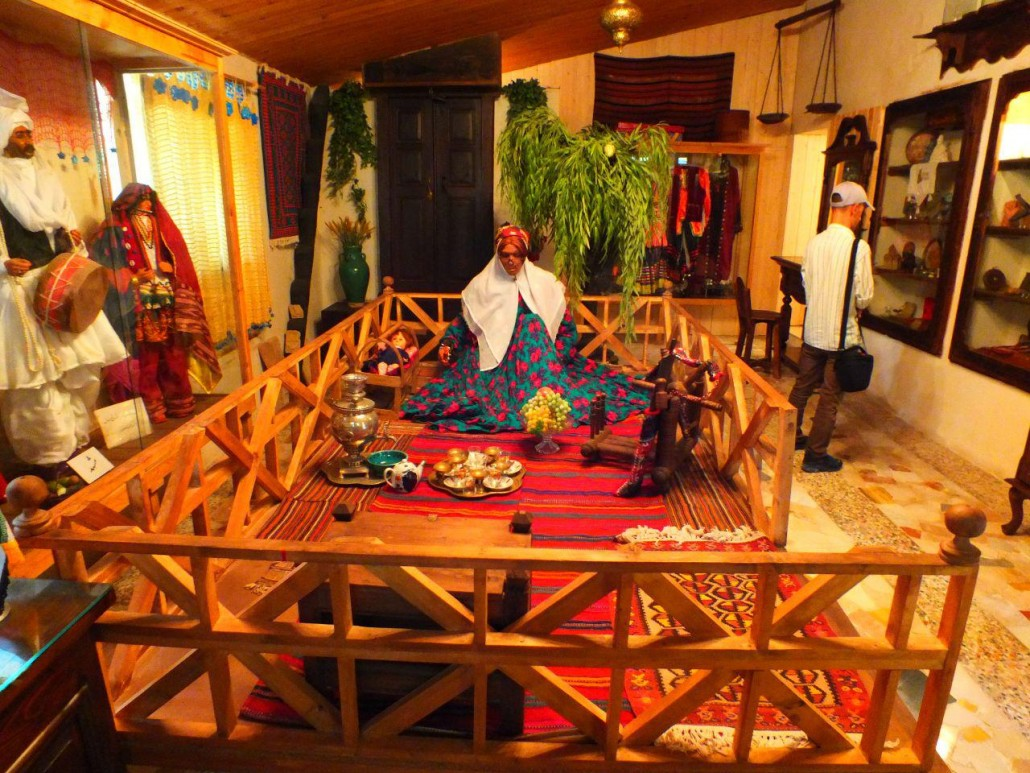
موزه خانم تبریزی

## جمعیت
این روستا در دهستان خیرودکنار قرار دارد و براساس سرشماری مرکز آمار ایران در سال ۱۳۸۵، جمعیت آن ۳۴۲۸ نفر (۹۰۳خانوار) بوده‌است. مردم کُشک سرا از قومیت طبری هستند. مردم کُشک سرا به زبان طبری و گویش کجوری سخن می‌گویند.